# Pełty (Pieniężno)
Pełty (deutsch Steinbotten) ist ein Dorf in der polnischen Woiwodschaft Ermland-Masuren. Es gehört zur Stadt- und Landgemeinde Pieniężno (Mehlsack) im Powiat Braniewski (Kreis Braunsberg).

## Geographische Lage
Pełty liegt am Flüsschen Wałsza (deutsch Walsch) im Nordwesten der Woiwodschaft Ermland-Masuren, 31 Kilometer südöstlich der Kreisstadt Braniewo (Braunsberg).

## Geschichte
Das noch vor 1785 als Steinbothen geschriebene Dorf bestand aus mehreren großen und kleinen Höfen. 750 Meter nordöstlich des Dorfes stand ein Dampfsägewerk.
Als Landgemeinde wurde Steinbotten 1874 in den Amtsbezirk Plauten (polnisch Pluty) im ostpreußischen Kreis Braunsberg, Regierungsbezirk Königsberg, aufgenommen. Bis 1945 war es ihm zugehörig.
Im Jahre 1910 waren in Steinbotten 107 Einwohner registriert. Ihre Zahl belief sich 1933 auf 104 und 1939 auf 100.
Als 1945 in Kriegsfolge das gesamte südliche Ostpreußen zu Polen kam, erhielt Steinbotten die polnische Namensform „Pełty“. Heute ist das Dorf eine Ortschaft im Verbund der Stadt- und Landgemeinde Pieniężno (Mehlsack) im Powiat Braniewski, von 1975 bis 1998 der Woiwodschaft Elbląg, seither der Woiwodschaft Ermland-Masuren zugeordnet.

## Religion
Die mehrheitlich römisch-katholischen Einwohner gehören zur Pfarrei in Pluty (Plauten) im Dekanat Górowo Iławeckie (Landsberg) des Erzbistums Ermland. Die evangelische Bevölkerung war bis 1945 in die Pfarrkirche Mehlsack in der Kirchenprovinz Ostpreußen der Kirche der Altpreußischen Union eingepfarrt und gehört jetzt zur Evangelisch-Augsburgischen Kirche in Polen.

## Verkehr
Pełty liegt an der verkehrsreichen Woiwodschaftsstraße 512, die von der russisch-polnischen Staatsgrenze über Bartoszyce (Bartenstein) und Górowo Iławeckie (Landsberg) bis nach Pieniężno (Mehlsack) führt. 
Eine Bahnanbindung besteht nicht.